# أنطونيو بيانكي
أنطونيو بيانكي (بالإيطالية: Antonio Bianchi)‏ (و. 1906 – م) هو لاعب كرة قدم، من إيطاليا، ولد في روما.